# Гремячка (Сумская область)
Гремячка (укр. Грем'ячка) — село, Ямпольская поселковая община, Шосткинский район, Сумская область, Украина.
Код КОАТУУ — 5925680403. Население по переписи 2001 года составляло 408 человек.

## Географическое положение
Село Гремячка находится на правом берегу реки Шостка, выше по течению на расстоянии в 4,5 км расположено село Говоруново, ниже по течению на расстоянии в 1,5 км расположено село Турановка, на противоположном берегу — село Олино. По селу протекает пересыхающий ручей с запрудой. Рядом проходит автомобильная дорога Т-1915.

## Экономика
- Молочно-товарная ферма.
- «Геол Плюс», ЧП.

## Объекты социальной сферы
- Школа.